# Chassalia hasseltiana
Chassalia hasseltiana är en måreväxtart som beskrevs av Friedrich Anton Wilhelm Miquel. Chassalia hasseltiana ingår i släktet Chassalia och familjen måreväxter.
Artens utbredningsområde är Java. Inga underarter finns listade i Catalogue of Life.